# أوناي فينسيدور
أوناي فينسيدور باريس (من مواليد 15 نوفمبر 2000) هو لاعب كرة قدم إسباني محترف يلعب مع أتليتيك بلباو كلاعب خط وسط.

## مسيرته
شارك فينسيدور لأول مرة مع أتلتيك بلباو في الدوري الإسباني في 16 فبراير 2020، وخسر فريقه المباراة 0-1 على أرضه أمام أوساسونا.
فينسيدور هو لاعب دولي للشباب في إسبانيا، وقد مثل تحت 19 عامًا في عام 2019.